# Aluído
Aluído (Aluith) foi um oficial bizantino de origem hérula, que esteve ativo durante o reinado do imperador Justiniano (r. 527–565). Aparece no verão de 538, quando compartilhou o comando de 2 000 hérulos com Visando e Faniteu numa expedição liderada pelo general Narses para apoiar Belisário em sua guerra na Itália. Com a reconvocação de Narses na primavera de 539, ele e Filemudo estavam no comando dos hérulos que retornaram para Constantinopla.